# Cúp bóng đá nữ Đông Nam Á 2024
Cúp bóng đá nữ Đông Nam Á 2024 (tiếng Anh: 2024 AFF Women’s Cup) là mùa giải đầu tiên của Cúp bóng đá nữ Đông Nam Á, giải đấu bóng đá dành cho các đội tuyển nữ quốc gia do Liên đoàn bóng đá ASEAN (AFF) tổ chức. Giải đấu diễn ra tại Lào từ ngày 23 tháng 11 đến ngày 5 tháng 12 năm 2024. 
Đây là giải đấu đóng vai trò là vòng loại cho Giải vô địch bóng đá nữ ASEAN, trước đó được biết đến với tên gọi là Giải vô địch bóng đá nữ Đông Nam Á, với lần tổ chức sắp tới vào năm 2025 sau giải đấu năm 2022 tại Philippines; và cũng là lần đầu tiên Giải vô địch nữ Đông Nam Á được phân chia thành vòng loại và vòng chung kết như một phần trong kế hoạch làm mới các giải đấu của AFF. Ba đội tuyển đứng đầu giải đấu này sẽ giành quyền tham dự Giải vô địch bóng đá nữ ASEAN 2025.
Indonesia là nhà vô địch của giải đấu, và sau đó được công bố là chủ nhà của Giải vô địch nữ ASEAN năm 2025.

## Các đội tuyển tham dự
Sáu đội tuyển có thứ hạng thấp nhất tại Giải vô địch bóng đá nữ Đông Nam Á 2022 được tham dự giải đấu này.
| - Campuchia - Đông Timor - Indonesia | - Lào (chủ nhà) - Malaysia - Singapore |

## Bốc thăm
Lễ bốc thăm chia bảng được tổ chức vào ngày 19 tháng 10 năm 2024 tại Viêng Chăn, Lào. Các đội tuyển được xếp vào ba nhóm hạt giống theo thứ hạng của họ tại Giải vô địch bóng đá nữ Đông Nam Á 2022, và được chia thành hai bảng, mỗi bảng gồm một đội từ mỗi nhóm. Với tư cách là chủ nhà của giải đấu, Lào tự động được xếp vào vị trí A1 tại buổi lễ.
| Nhóm 1              | Nhóm 2               | Nhóm 3                 |
| ------------------- | -------------------- | ---------------------- |
| Campuchia · Lào (H) | Singapore · Malaysia | Indonesia · Đông Timor |

## Trọng tài
Các trọng tài sau đây đã được lựa chọn để điều khiển tại giải đấu.
| Trọng tài - Pansa Chaisanit - Cha Min-ji - Zainal Nurul Ain Izatty - Koizumi Asaka | Trợ lý trọng tài - Ha Ali Munirah - Chanthavong Phutsavan - Hinthong Supawan - Unurjargal Battsetseg |

## Vòng bảng
Các tiêu chí
Các đội được xếp hạng theo điểm (3 điểm cho một trận thắng, 1 điểm cho một trận hòa, 0 điểm cho một trận thua), và nếu bằng điểm, các tiêu chí sau sẽ được áp dụng theo thứ tự để xác định thứ hạng:
1. Điểm số đạt được trong tất cả các trận đấu vòng bảng;
2. Hiệu số bàn thắng thua trong tất cả các trận đấu vòng bảng;
3. Số bàn thắng ghi được trong tất cả các trận đấu vòng bảng;
4. Điểm kỷ luật.

Nếu hai hoặc nhiều đội bằng nhau ở cả bốn tiêu chí trên, vị trí sẽ được xác định như sau:
1. Kết quả đối đầu trực tiếp giữa các đội liên quan;
2. Sút luân lưu nếu hai đội liên quan gặp nhau trong trận cuối cùng;
3. Bốc thăm của ban tổ chức.

Tất cả thời gian được liệt kê là giờ địa phương, UTC+7.

### Bảng A
| VT | Đội        | ST | T | H | B | BT | BB | HS | Đ | Giành quyền tham dự     |
| -- | ---------- | -- | - | - | - | -- | -- | -- | - | ----------------------- |
| 1  | Singapore  | 2  | 1 | 1 | 0 | 2  | 1  | +1 | 4 | Vòng đấu loại trực tiếp |
| 2  | Đông Timor | 2  | 0 | 2 | 0 | 1  | 1  | 0  | 2 | Vòng đấu loại trực tiếp |
| 3  | Lào (H)    | 2  | 0 | 1 | 1 | 0  | 1  | −1 | 1 |                         |

| Đông Timor | 0–0                | Lào |
| ---------- | ------------------ | --- |
|            | Báo cáo trước trận |     |

| Singapore    | 1–1 | Đông Timor    |
| ------------ | --- | ------------- |
| Farhanah 41' |     | Pereira 90+4' |

| Lào | 0–1      | Singapore      |
| --- | -------- | -------------- |
|     | Chi tiết | Cara Chang 21' |

### Bảng B
| VT | Đội       | ST | T | H | B | BT | BB | HS | Đ | Giành quyền tham dự     |
| -- | --------- | -- | - | - | - | -- | -- | -- | - | ----------------------- |
| 1  | Campuchia | 2  | 1 | 1 | 0 | 2  | 0  | +2 | 4 | Vòng đấu loại trực tiếp |
| 2  | Indonesia | 2  | 1 | 1 | 0 | 1  | 0  | +1 | 4 | Vòng đấu loại trực tiếp |
| 3  | Malaysia  | 2  | 0 | 0 | 2 | 0  | 3  | −3 | 0 |                         |

| Indonesia | 0–0 | Campuchia |
| --------- | --- | --------- |
|           |     |           |

| Malaysia | 0–1 | Indonesia       |
| -------- | --- | --------------- |
|          |     | Scheunemann 79' |

| Campuchia                       | 2–0 | Malaysia |
| ------------------------------- | --- | -------- |
| - Kunthea 18' - Sapheourn 45+2' |     |          |

## Vòng đấu loại trực tiếp

### Sơ đồ
|  | Bán kết                 | Bán kết   |                         |   | Chung kết | Chung kết |
|  |                         |           |                         |   |           |           |
|  | 2 tháng 12 – Viêng Chăn |           |                         |   |           |           |
|  |                         |           |                         |   |           |           |
|  | Campuchia               | 3         |                         |   |           |           |
|  | Campuchia               | 3         | 5 tháng 12 – Viêng Chăn |   |           |           |
|  | Đông Timor              | 0         |                         |   |           |           |
|  | Đông Timor              | 0         | Campuchia               | 1 |           |           |
|  | 2 tháng 12 – Viêng Chăn |           | Campuchia               | 1 |           |           |
|  |                         | Indonesia | 3                       |   |           |           |
|  | Singapore               | Indonesia | 3                       | 0 |           |           |
|  | Singapore               |           |                         | 0 |           |           |
|  | Indonesia               | 3         |                         |   |           |           |
|  | Indonesia               | 3         | Tranh hạng ba           |   |           |           |
|  |                         |           |                         |   |           |           |
|  | 5 tháng 12 – Viêng Chăn |           |                         |   |           |           |
|  |                         |           |                         |   |           |           |
|  | Đông Timor              | 0         |                         |   |           |           |
|  | Đông Timor              | 0         |                         |   |           |           |
|  | Singapore               | 1         |                         |   |           |           |

### Các trận đấu

#### Bán kết
Các đội thắng giành quyền tham dự Giải vô địch bóng đá nữ ASEAN 2025.
| Campuchia                              | 3–0 | Đông Timor |
| -------------------------------------- | --- | ---------- |
| - Vipha 36' (ph.đ.) - Kunthea 74', 90' |     |            |

| Singapore | 0–3 | Indonesia                                    |
| --------- | --- | -------------------------------------------- |
|           |     | - Scheunemann 6' - Octaviani 45' - Dwi 90+4' |

#### Tranh hạng ba
Đội thắng giành quyền tham dự Giải vô địch bóng đá nữ ASEAN 2025.
| Đông Timor | 0–1 | Singapore |
| ---------- | --- | --------- |
|            |     | Sazali 6' |

#### Chung kết
| Campuchia   | 1–3 | Indonesia                         |
| ----------- | --- | --------------------------------- |
| - Saody 32' |     | - Octaviani 24', 57' - Hopper 35' |

## Thống kê

### Các giải thưởng
Các giải thưởng dưới đây đã được trao sau khi giải đấu kết thúc:
| Cầu thủ xuất sắc nhất | Vua phá lưới                  | Thủ môn xuất sắc nhất |
| --------------------- | ----------------------------- | --------------------- |
| Reva Octaviani        | Poeurn Kunthea Reva Octaviani | Laita Roati           |

### Cầu thủ ghi bàn
Đã có 16 bàn thắng ghi được trong 9 trận đấu, trung bình 1.78 bàn thắng mỗi trận đấu.
3 bàn thắng
- Poeurn Kunthea
- Reva Octaviani

2 bàn thắng
- Claudia Scheunemann

1 bàn thắng
- Sydney Hopper
- Chhit Sapheourn
- Soeurn Vipha
- Natacia Pereira
- Octavianti Dwi
- Cara Chang
- Farhanah Ruhaizat
- Putri Syaliza

### Bảng xếp hạng
| VT | Đội        | ST | T | H | B | BT | BB | HS | Đ  | Giành quyền tham dự                |
| -- | ---------- | -- | - | - | - | -- | -- | -- | -- | ---------------------------------- |
| 1  | Indonesia  | 4  | 3 | 1 | 0 | 7  | 1  | +6 | 10 | Giải vô địch bóng đá nữ ASEAN 2025 |
| 2  | Campuchia  | 4  | 2 | 1 | 1 | 6  | 3  | +3 | 7  | Giải vô địch bóng đá nữ ASEAN 2025 |
| 3  | Singapore  | 4  | 2 | 1 | 1 | 3  | 4  | −1 | 7  | Giải vô địch bóng đá nữ ASEAN 2025 |
| 4  | Đông Timor | 4  | 0 | 2 | 2 | 1  | 5  | −4 | 2  |                                    |
|    |            |    |   |   |   |    |    |    |    |                                    |
| 5  | Lào        | 2  | 0 | 1 | 1 | 0  | 1  | −1 | 1  |                                    |
| 6  | Malaysia   | 2  | 0 | 0 | 2 | 0  | 3  | −3 | 0  |                                    |